# Trancado por Dentro
Trancado por Dentro foi um curta-metragem do gênero suspense com Luciana Vendramini, Marcos Palmeira, Fernanda Montenegro e Paulo Gracindo.
Data de 1989 e, em seus 13 minutos, narra as brincadeiras sádicas que um casal jovem aprontava com um idoso tetraplégico. Recebeu os prêmios de Melhor Fotografia no Festival de Gramado em 1989, Melhor Filme no Festival de Fortaleza em 1989 e Melhor Roteiro no Rio Cine em 1989. Um raro filme que tem como grande atrativo uma cena de nudez (seios) de Luciana Vendramini.
Este curta é baseado na história em quadrinhos do desenhista italiano Gaetano Liberatore, mais conhecido como Tanino Liberatore, autor da série em quadrinhos com o personagem Ranxerox. Ranxerox foi publicado no Brasil na revista Animal entre as décadas de 80 e 90.